# Enzima de conversie a angiotensinei 2
Enzima de conversie a angiotensinei 2 (ECA2), cunoscută și sub numele de angiotensin convertază 2, este o carboxipeptidază care catalizează conversia angiotensinei I în angiotensina 1-9 și conversia angiotensinei II în angiotensina 1-7. ECA2 controlează nivelurile plasmatice ale acestor hormoni, crescând sau scăzând local tensiunea arterială. Enzima este prezentă în principal în celulele endoteliale vasculare ale inimii și ale rinichilor, dar și în mucoasa tractului respirator superior, a tractului digestiv inferior și la nivelul testiculelor . ECA2 este exprimată la nivelul membranelor bazale ale celulelor endoteliale, acolo unde acționează ca un receptor pentru derivații angiotensinei din plasma sangvină. ECA2 nu este sensibilă la medicamentele inhibitoare ECA, care sunt utilizate pentru a trata hipertensiunea. 
Receptorii ECA2 sunt punctul de intrare în celulele umane pentru unele coronavirusuri, inclusiv virusul SARS. Glicoproteina S din învelișul acestuia leagă receptorul ECA2, ancorând astfel virusul pe membrana celulelor endoteliale. O serie de studii au identificat că punctul de intrare este același pentru SARS-CoV-2, virusul care cauzează COVID-19   . 

## Funcții

### Rol fiziologic
Enzima de conversie a angiotensinei 2 (ECA2) funcționează în organism împreună cu renina și cu enzima de conversie a angiotensinei (ECA) pentru a scinda angiotensinogenul, un polipeptid de 452 de amino acizi produs la nivelul ficatului, în oligopeptide ce conțin între 7 și 10 amino acizi care servesc drept hormoni vasoconstrictori sau vasodilatatori. 
Atunci când tensiunea sistolică din rinichi scade sub 90 mmHg, celulele juxtaglomerulare ale rinichiului eliberează renină în circulația sistemică. Această enzimă scindează cei 10 amino acizi amino-terminali ai angiotensinogenului care vor constitui angiotensina I (NH2 - Asp-Arg-Val-Tyr-Ile-His-Pro-Phe-His-Leu - COOH). Angiotensina I nu are un efect direct asupra tensiunii arteriale, însă în prezența ECA este convertită local la angiotensina II (NH2 - Asp-Arg-Val-Tyr-Ile-His-Pro-Phe - COOH). Acest hormon are acțiuni vasocontrictoare, stimulând contracția musculaturii netede din pereții vaselor de sânge, ceea ce are ca rezultat o creștere a tensiunii arteriale. Pentru a întrerupe stimulul vasoconstrictor ECA2 scindează angiotensina I în angiotensina 1-9 (NH2 - Asp-Arg-Val-Tyr-Ile-His-Pro-Phe-His - COOH)  și angiotensina II în angiotensina 1-7 (NH2 - Asp-Arg-Val-Tyr-Ile-His-Pro - COOH), ultimul hormon având activitate vasodilatatoare. 
Activitatea ECA2 diferă de cea a ECA prin faptul că îndepărtează un singur amino acid de la capătul carboxilic al peptidelor. De asemenea, spre deosebire de ECA, care este răspândită ubicuu în organism, ECA2 prezintă o localizare mult mai restrânsă. 